# Sibut

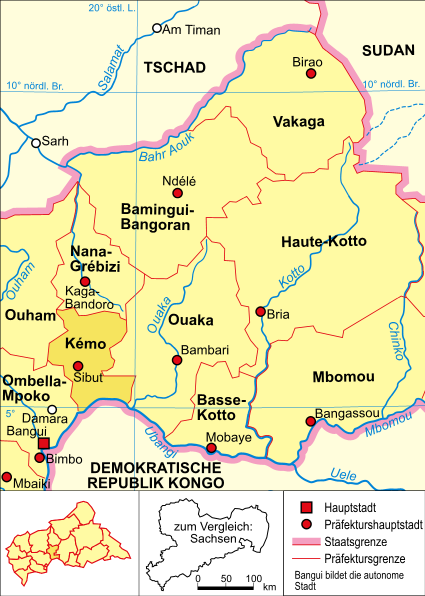
Sibut in der Präfektur Kémo

Sibut ist die 34.267 Einwohner große Hauptstadt der Präfektur Kémo in der Zentralafrikanischen Republik.

## Verkehr
Sibut liegt am Tomi. Der Fluss hat ab Sibut nur ein geringes Gefälle, so dass er für Pirogen schiffbar war und sich zum Umschlagpunkt im Handel mit dem Tschad entwickelte. Südwestlich der Stadt liegt der kleine Flugplatz Sibut.

## Geschichte
1896 wurde dort von Émile Gentil der französische Stützpunkt Krébédjé gegründet. Die Stadt entstand aus einem Zusammenschluss des Fort Sibut und des Kolonialpostens Krébédjé.

## Persönlichkeiten
Jean-Pierre Lebouder, von 1980 bis 1981 Premierminister der Zentralafrikanischen Republik, wurde 1944 in Fort Sibut geboren.